# U-Bahnhof Möckernbrücke

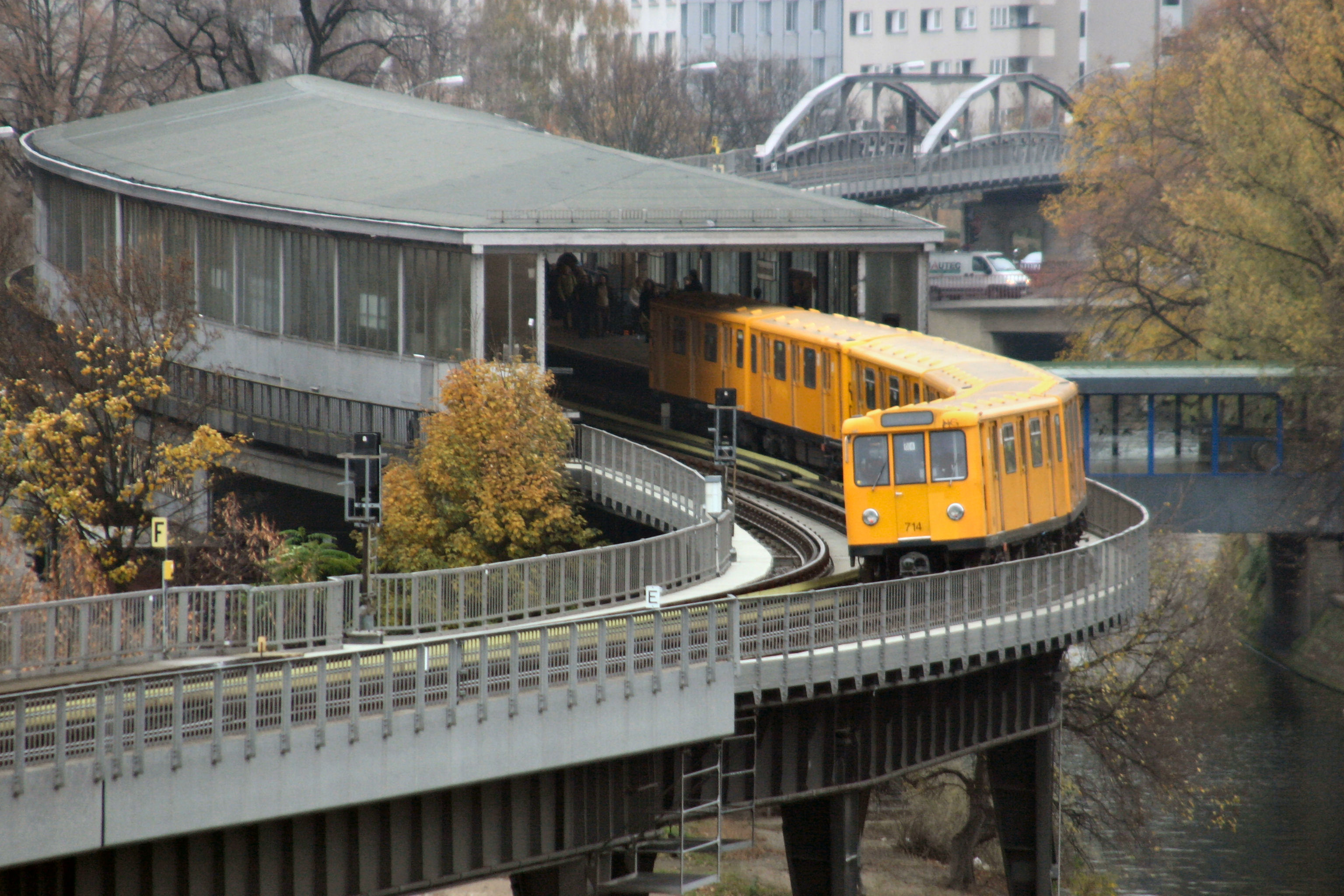
In Richtung Osten einfahrender Zug der Linie U1 in die Hochbahnstation des Bahnhofs Möckernbrücke nördlich des Landwehrkanals

Der U-Bahnhof Möckernbrücke ist ein Bahnhof der Linien U1, U3 und U7 der Berliner U-Bahn im Berliner Ortsteil Kreuzberg des Bezirks Friedrichshain-Kreuzberg. Er befindet sich unter und über den beiden Ufern des Landwehrkanals (dem Halleschen und dem Tempelhofer Ufer) und zwischen der Möckern- und der Großbeerenbrücke. Der Bahnhof der heutigen Linien U1 und U3 wurde am 18. Februar 1902 in Betrieb genommen, der Bahnhof der Linie U7 am 28. Februar 1966. Der Bahnhof, der im Bahnhofsverzeichnis der BVG als Mo (U1/U3) beziehungsweise Mu (U7) bezeichnet wird, ist nicht barrierefrei, da er nur Fahr- und Steintreppen zum Erreichen und Verlassen des Bahnhofs hat.

## Geschichte

### Vorplanung

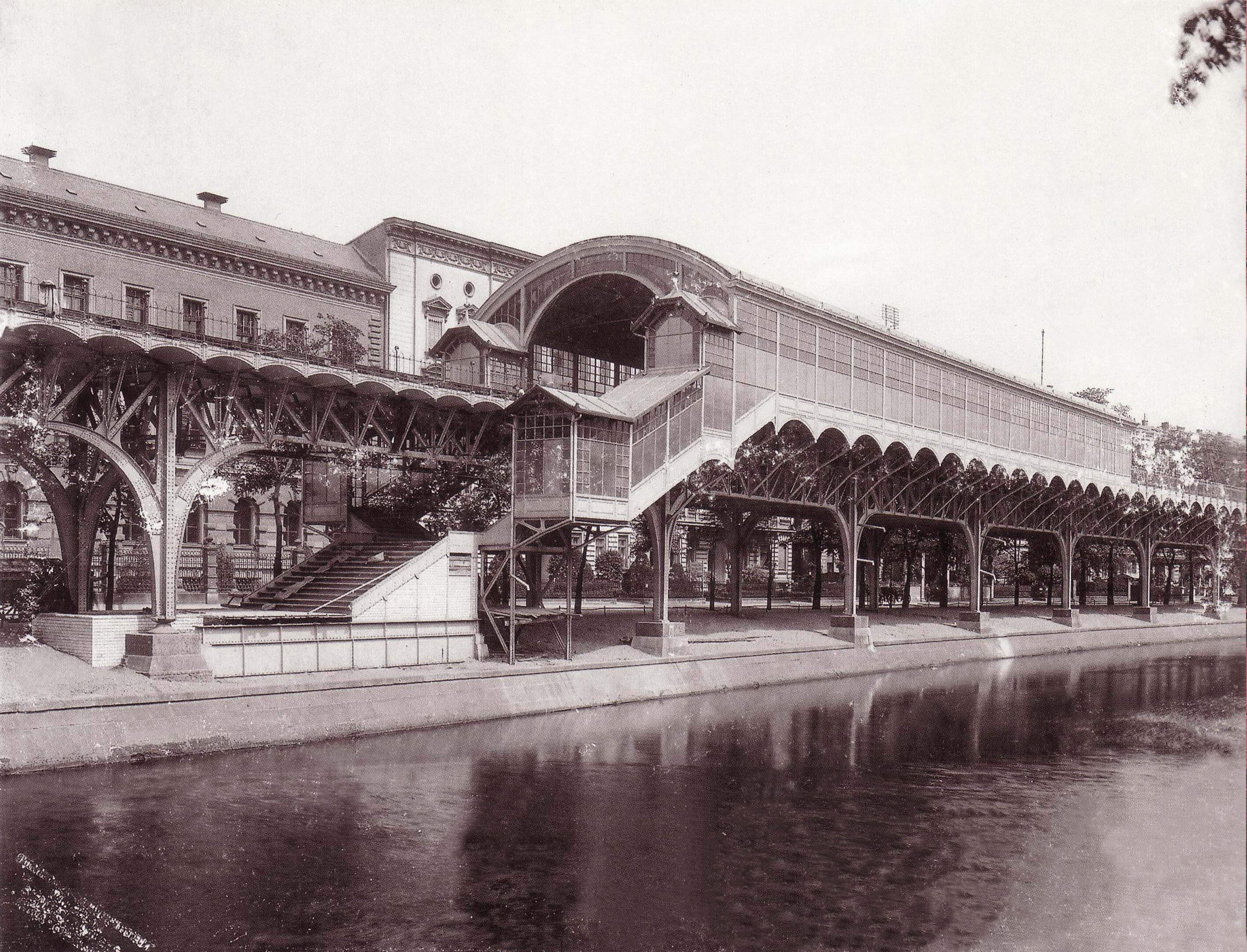
Erster Hochbahnhof Möckernbrücke, eröffnet 1902

Nachdem Werner Siemens 1880 mit seinen Hochbahnplänen in der Friedrich- und Leipziger Straße beim Berliner Magistrat gescheitert war, nahm er den Vorschlag des Polizeipräsidenten, damals noch oberste Bewilligungsbehörde in Berlin, auf und plante nun eine auf größere Fahrgastzahlen ausgerichtete Hochbahn durch die äußeren, weniger besiedelten Stadtteile, in denen einerseits mehr Platz vorhanden und andererseits auch mit weniger Widerstand der Bevölkerung zu rechnen war. Bereits in der ersten Fassung des Plans zum Bau einer dortigen Hochbahn zwischen Warschauer Brücke und dem Zoologischen Garten aus dem Jahr 1891 war neben zahlreichen anderen, nie gebauten Bahnhöfen wie Bärwaldbrücke, Wasserthor und Lützowplatz auch ein Bahnhof Möckernbrücke an der gleichnamigen Brücke vorgesehen.
Nach zahlreichen Änderungswünschen der Behörden und der „Strompolizei“, der damalige Name der für den Landwehrkanal zuständigen Wasserpolizei, erhielt das Siemens’sche Hochbahnprojekt am 22. Mai 1893 die königliche Baugenehmigung; die Bauerlaubnis der Berliner Stadtverordnetenversammlung folgte am 20. September 1894. Der Baubeginn selbst verschob sich jedoch mehrmals, da die Weststrecke ab Möckernbrücke zum Zoologischen Garten durch eine Unterpflasterstrecke ersetzt wurde und außerdem noch Genehmigungen der damals noch selbstständigen Stadt Schöneberg bedurfte. Dennoch, trotz der zahlreichen Änderungen im Vergleich zum Ursprungsprojekt, blieb die Planung für den Bahnhof Möckernbrücke erhalten. Anziehungspunkte in der Nähe des Bahnhofs waren unter anderem das Kaiserliche Patentamt und der fußläufig zu erreichende Anhalter Bahnhof.

### Bau und Architektur

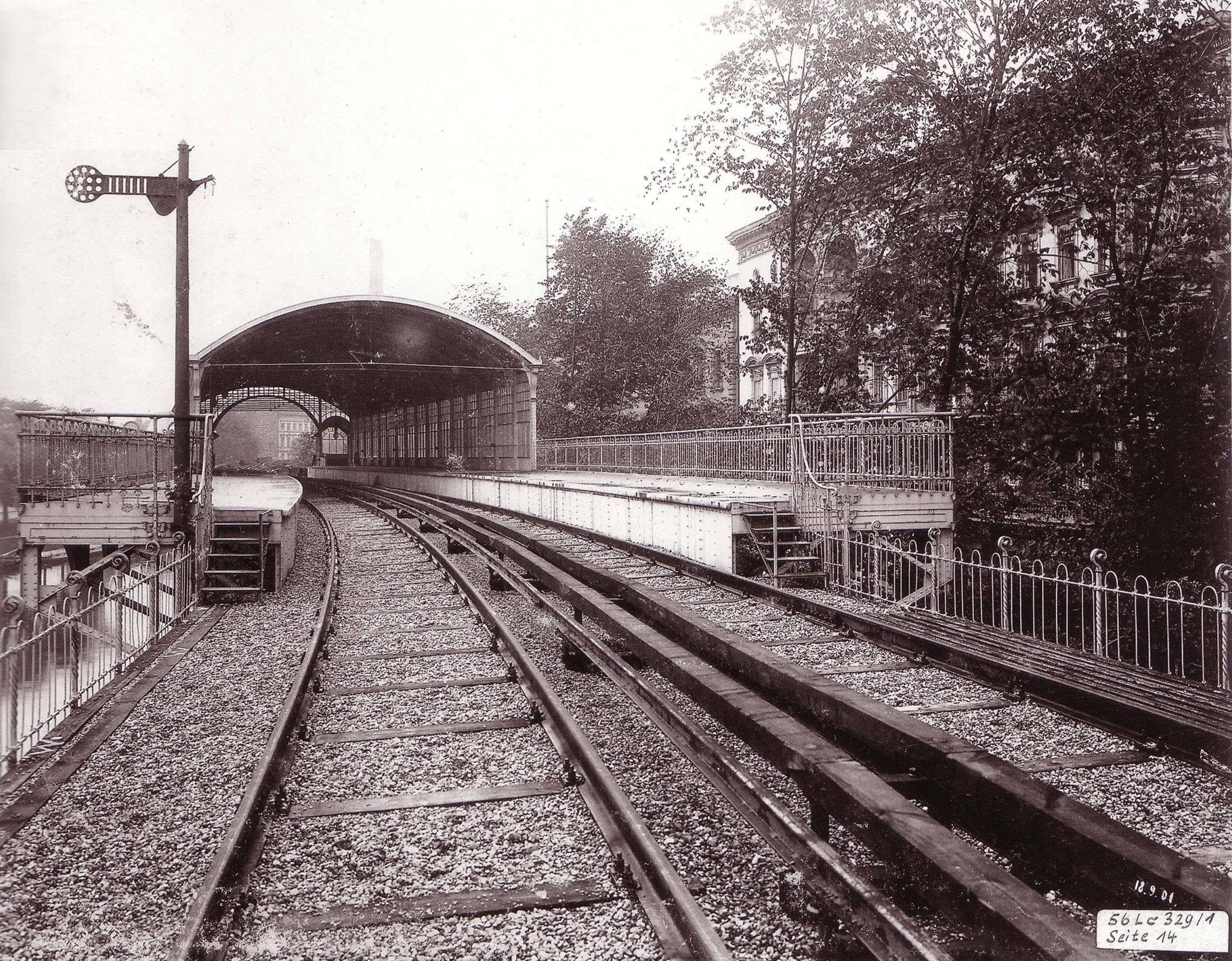
Der Bahnhof Möckernbrücke von 1902 war nach dem Siemens’schen Normtypus gebaut, die einzige heute noch erhaltene Station in dieser Form ist der Hochbahnhof Görlitzer Bahnhof

Der erste Spatenstich für die neue Strecke erfolgte am 10. September 1896 in der Gitschiner Straße. Der Bau der Bahnhöfe der sogenannten Oststrecke der neuen Hochbahn zwischen Warschauer Brücke und Möckernbrücke erfolgte nahezu komplett nach den Plänen von 1891. Die ausführende Baugesellschaft Siemens & Halske ließ die Bahnhöfe standardisiert ausführen, sodass es heute kaum möglich ist, die einzelnen Bahnhofsentwürfe einzelnen Ingenieuren und Architekten zuzuschreiben. Dem Standardtypus entsprachen in ihrer Ursprungsform besonders die Stationen Stralauer Tor, Görlitzer Bahnhof, Kottbusser Tor, Prinzenstraße und Möckernbrücke. Dem Geschmack des Publikums entsprechend bestanden diese hauptsächlich aus einer leichten Hallenkonstruktion aus Glas und Metall, die komplett auf dem Oberbau des entsprechenden Metallviadukts lagerten. Dem widersprach der Bahnhof Möckernbrücke insofern, als diese aufgrund der Krümmung des Kanals ebenso in einer leichten Krümmung lag. Außerdem verzichte Siemens & Halske hier auf die typische Arkadengliederung der Glasseitenwände sowie auf den sowieso geringen Schmuck an den Eingängen, sodass als zierender Aspekt lediglich die Bogenbleche des Viadukts bezeichnet werden können – er galt gar als „kunstlos“.
Bedingt durch die enge Lage am Landwehrkanal wurde das Fahrkartenhäuschen unüblicherweise nahezu direkt vor der Treppe gebaut. Nach langen Verzögerungen durch den Bau der Unterpflasterbahn am Zoologischen Garten war die Stammstrecke nach etwa 5 1⁄2-jähriger Bauzeit fertig, sodass am 15. Februar 1902 die sogenannte „Ministerfahrt“ auf der Strecke Potsdamer Platz – Zoologischer Garten – Stralauer Thor – Potsdamer Platz stattfinden konnte. Am 18. Februar 1902 eröffnete die 1897 gegründete Hochbahngesellschaft als Betreiberin der Hoch- und Untergrundbahn von Berlin offiziell die erste Teilstrecke zwischen Stralauer Thor und Potsdamer Platz; damit ging auch der Bahnhof Möckernbrücke in Betrieb.

### Weiteres Bahnhofsgeschehen
Die Fahrgastzahlen erhöhten sich und immer mehr Berliner und Auswärtige benutzten die neue Attraktion zwischen Kreuzberg, Schöneberg und Charlottenburg. Vom Bahnhof Möckernbrücke konnte der Fahrgast so auch nach und nach mehr Streckenziele erreichen, da die Hochbahngesellschaft bei ihrem Expansionskurs blieb und weitere Strecken im Auftrag der verschiedenen Gemeinden und Städte baute und betrieb. So fuhren die Züge ab dem 25. März 1902 über Nollendorfplatz bis nach Zoologischer Garten, ab dem 14. Dezember 1902 bis zum Bahnhof Knie, ab 1906 bis zum Charlottenburger Wilhelmplatz, ab 1908 zum Spittelmarkt und ab 1926 gab es auch eine direkte Linie zur Schöneberger Hauptstraße am Innsbrucker Platz.

### Machtübernahme der Nationalsozialisten und die Konsequenzen

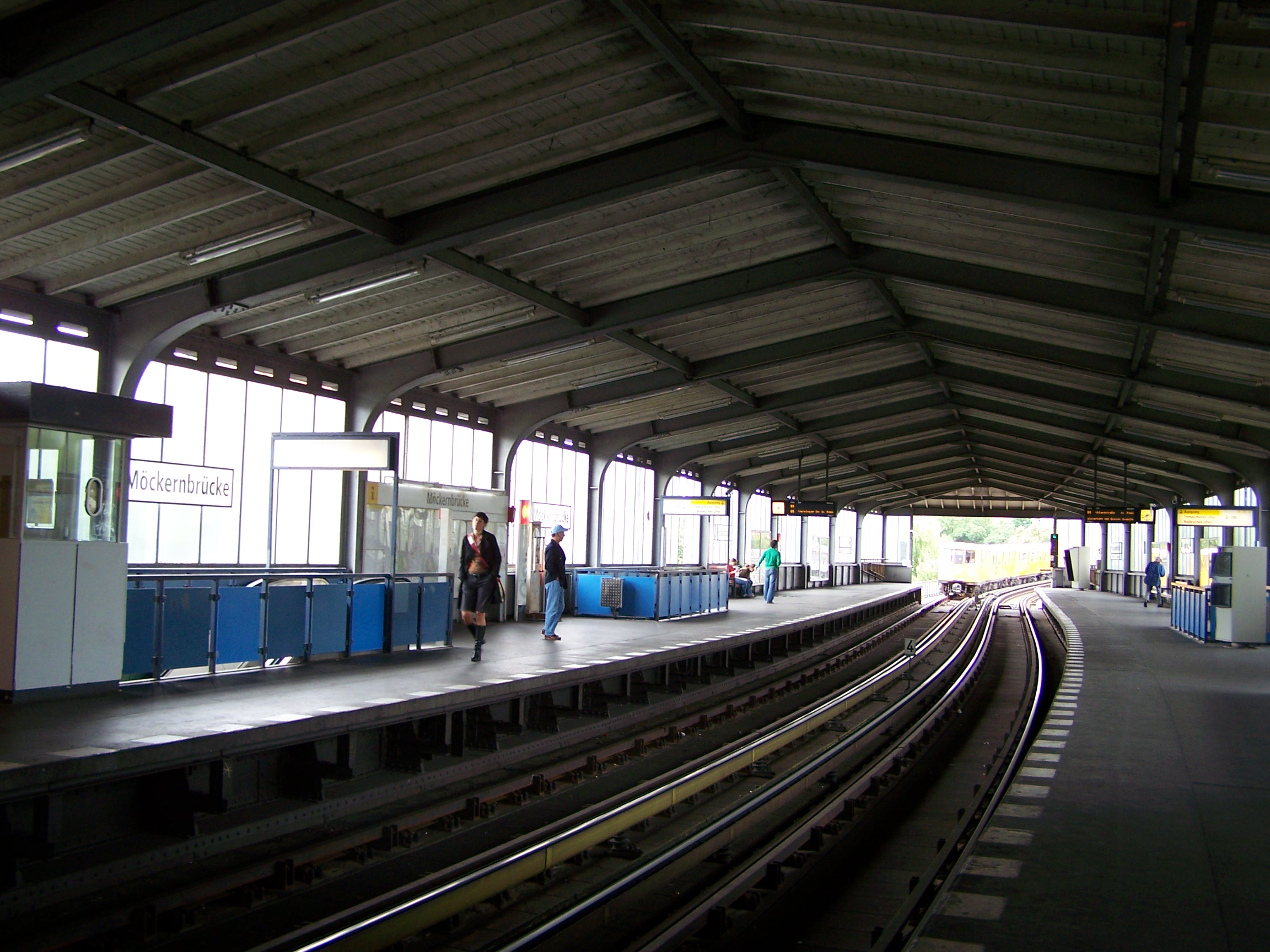
Der 1933–1937 neu erbaute Hochbahnhof – das einzige für die Berliner U-Bahn vollendete Bauwerk in dieser Zeit

Der einzige U-Bahnhof-Neubau während der Zeit des Nationalsozialismus war der Neubau des Bahnhofs Möckernbrücke. In den Jahren 1935 bis 1937 ließ die BVG einen komplett neuen, dem damaligen Stil entsprechenden schlichten Bahnhof errichten, der vom BVG-Konstruktionsbüro entworfen wurde. Dieser war nun komplett überdacht und erhielt 110 Meter lange Bahnsteige. Die Bauarbeiten wurden am 25. März 1937 abgeschlossen.
Nachdem am 1. September 1939 der Zweite Weltkrieg begann und Verdunkelungsmaßnahmen getroffen wurden, begannen 1940 Luftangriffe auf Berlin, die anfangs nur leichtere Schäden im Netz verursachten. Im Verlauf des Krieges gewannen die Luftangriffe an Intensität und erreichten Anfang 1945 ihren Höhepunkt. Aufgrund seiner oberirdischen Lage musste der neue Bahnhof bei Luftangriffen früher schließen als der Großteil der anderen Berliner U-Bahnhöfe. Nach verschiedenen Treffern ging er schließlich am 30. Januar 1944 komplett außer Betrieb.
Nach dem Ende der Kämpfe um Berlin am 2. Mai 1945 konnte mit der Wiederinbetriebnahme der zerstörten Bahnanlagen begonnen werden, die teils sehr viel Zeit in Anspruch nahm. Die ersten U-Bahn-Züge fuhren am 14. Mai 1945 im Umkreis des Bahnhofs Hermannplatz wieder. Auf der Strecke der heutigen U1 fuhren ab dem 11. Juni wieder Pendelzüge zwischen Prinzenstraße und dem Schlesischen Tor. Ab dem 27. April 1947 fuhren die gelben Züge wieder auf ganzer Strecke, mussten aber zunächst den Bahnhof Möckernbrücke ohne Halt passieren. Erst ab dem 16. Juni 1947 wurde dort wieder gehalten, als die gröbsten Schäden am Bahnhof beseitigt waren.

### Kalter Krieg

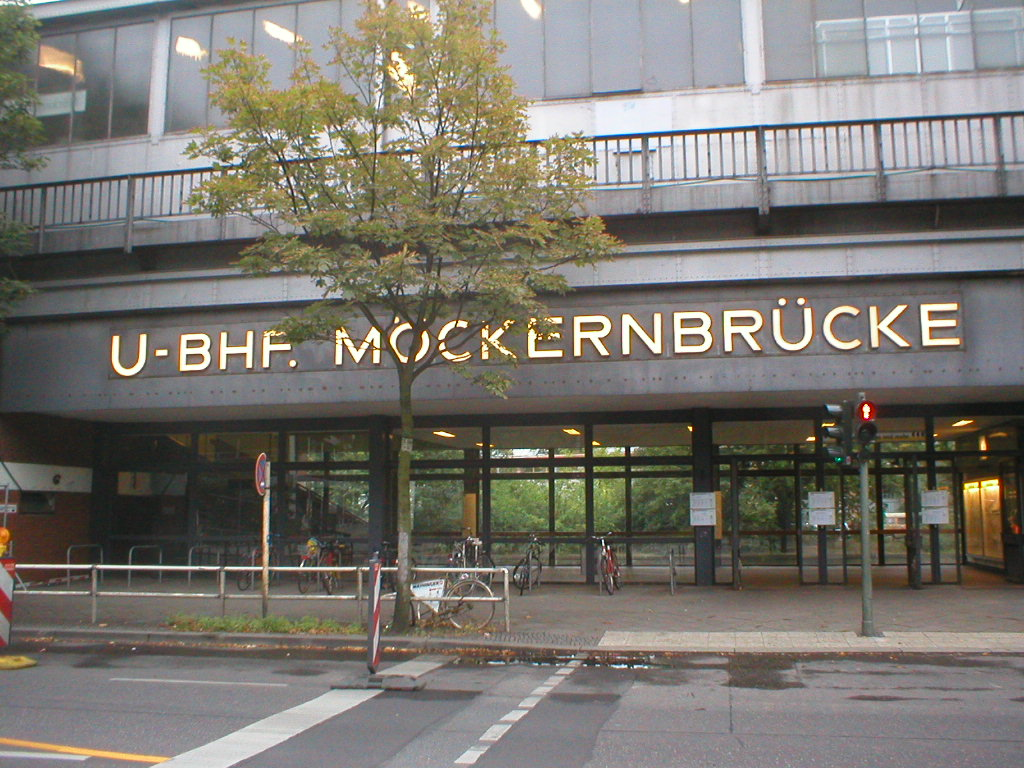
Eingang zum Hochbahnhof Möckernbrücke

Im Jahr 1945 hatten die Alliierten nicht nur Deutschland, sondern auch die Hauptstadt in jeweils vier Sektoren geteilt. Vier Jahre später wurden die beiden deutschen Staaten gegründet, was auch die Teilung Berlins mit sich brachte. Mit der Ausrufung zweier Staaten trennte sich auch die BVG, jeweils in eine BVG-West und eine BVG-Ost (die späteren BVB). Sektorenüberschreitenden U-Bahn-Verkehr gab es auch weiterhin, die Linie A zwischen Pankow (Vinetastraße) und Ruhleben fuhr weiterhin, ebenso wie die Linie B zwischen Uhlandstraße und Warschauer Brücke. Wem die Trennung der zwei Stadthälften nicht ins Bewusstsein geriet, wurde spätestens am 17. Juni 1953 wachgerüttelt: An diesem Tag war ein Generalstreik in der ganzen DDR geplant, ungefähr 20.000 Streikende demonstrierten nicht nur gegen die Normerhöhungen, sondern auch gegen die allgemeinen Zustände im Land. Die BVG-Ost und die Deutsche Reichsbahn stellten etwa gegen 11 Uhr den Betrieb der U-Bahn beziehungsweise der S-Bahn ein. Die Westzüge endeten in von der BVG-West vorbereiteten Kehranlagen – bei der Linie B am letzten Bahnhof im Westsektor am Schlesischen Tor.
Aufgrund dieses Ereignisses kam es zu verschiedenen Linienänderungen. So gab es ab 1953 beziehungsweise 1956 nun von der Warschauer Brücke eine Linie bis zum U-Bahnhof Ruhleben und zum U-Bahnhof Krumme Lanke. Somit avancierte die Linie zwischen Warschauer Brücke bis Möckernbrücke zur Hauptstrecke, da die Fahrgastströme sich in Richtung Westen richteten, zum Zentrum um den Bahnhof Zoo. Ab 1961 blieben diese Linieneinrichtungen, auch wenn die Züge in Richtung Osten bereits am Bahnhof Schlesisches Tor endeten, da die BVG aufgrund des Mauerbaus die Verbindung zum Bahnhof Warschauer Brücke stilllegte.

### Neubau des Bahnhofs und neue Linie

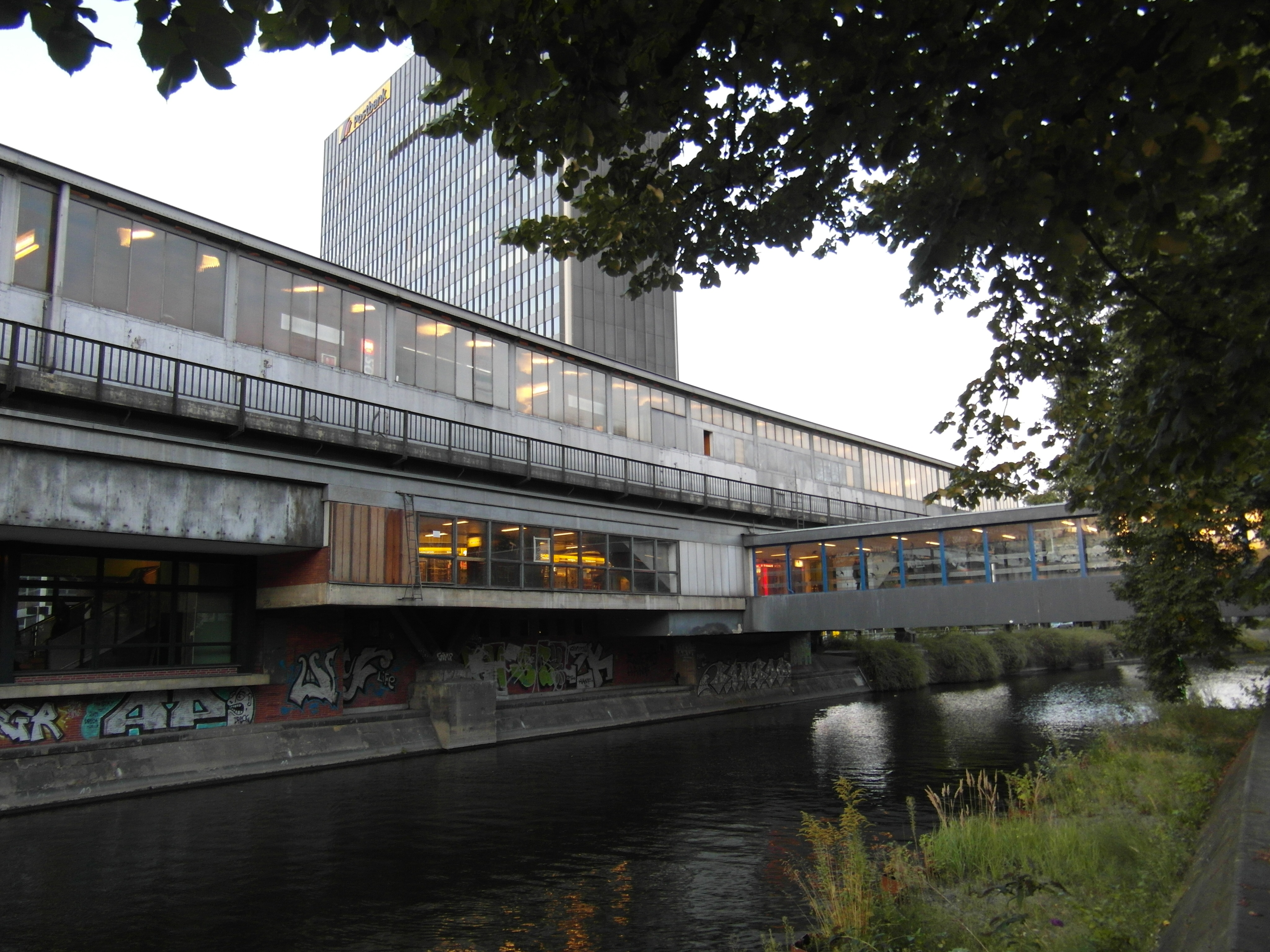
Südseite des Hochbahnhofs mit dem Übergang über den Landwehrkanal zur Tunnelstation der U7

Als Folge des Mauerbaus riefen der DGB und andere Organisationen die West-Berliner Bürger zum S-Bahn-Boykott auf, sodass diese besonders U-Bahn, Bus und – soweit noch vorhanden – Straßenbahn nutzten, sprich die Verkehrsmittel der West-Berliner BVG. Aus diesem Grunde verstärkte auch der West-Berliner Senat den Ausbau dieser Verkehrsmittel, orientierte sich jedoch an der neuen Politik der „autogerechten Stadt“. Die erste U-Bahn-Neubaustrecke nach dem Krieg war die Verlängerung der damaligen Linie C zum Reinickendorfer Kurt-Schumacher-Platz, später sogar bis Tegel. Gemäß den neuen Leitlinien der BVG sollte es keine Linienverzweigungen mehr geben und jeder Streckenast auch nur von einer Linie befahren werden.

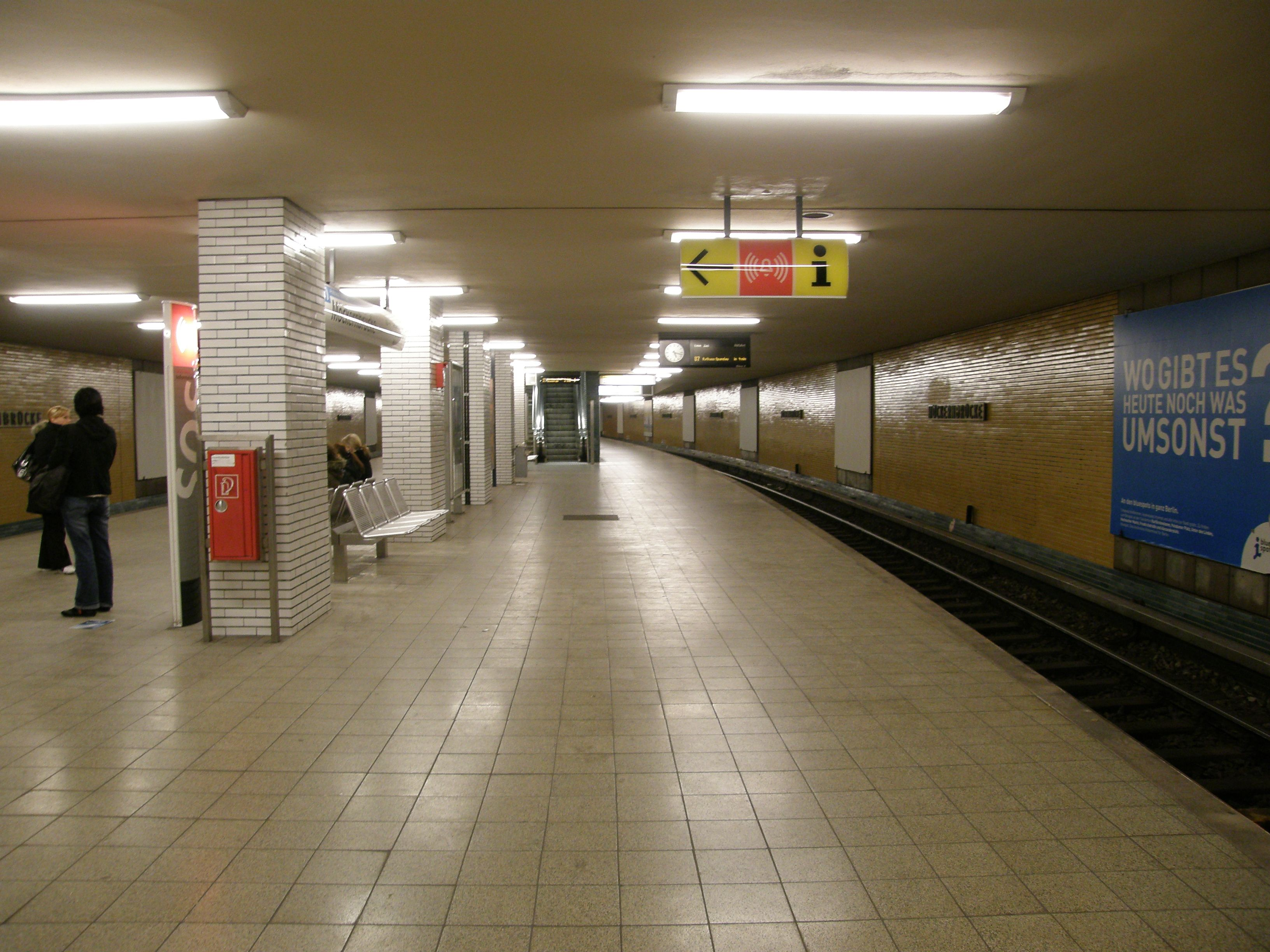
U-Bahnhof Möckernbrücke, im Tunnel südlich des Landwehrkanals liegender Bahnsteig der U7

Die Linie C hatte seit ihrer Entstehung in den 20er Jahren im Süden zwei Linienäste, die sich am Bahnhof Mehringdamm trennten. Der Ast mit der Bezeichnung CI führte zur Grenzallee über Hermannplatz und den Bahnhof Neukölln, der Ast mit der Bezeichnung CII über den Flughafen Tempelhof zum Bahnhof Tempelhof. Da beide außerdem durch den Ostsektor fuhren, sollte der Neuköllner Streckenast abgetrennt und zu einer eigenen Linie umgewandelt werden. Dafür ergab sich jedoch folgende Problemstellung: Die neue Strecke brauchte einen neuen Endbahnhof, da die Züge nicht am Verzweigungsbahnhof Mehringdamm enden konnten. Dies hätte zur Folge gehabt, dass die Fahrgastströme aus den südlichen Bereichen, die zum West-Berliner Stadtzentrum um den Zoo wollten, am Bahnhof Hallesches Tor umgestiegen wären. Dafür war diese Bahnhofsanlage nicht konzipiert. Deshalb wählten Senat und BVG weiter westlich als vorläufige Endstation der neuen Linie 7, deren Arbeitstitel Linie H war, den U-Bahnhof Möckernbrücke.
So begann ab 1964 sowohl der Neubau des neuen unterirdischen vorläufigen Endbahnhofs Möckernbrücke als auch der Umbau des Hochbahnhofs; die letzten Arbeiten konnten erst 1968 beendet werden. Der auf dem nördlichen Ufer gelegene Hochbahnhof erhielt nun eine überdachte, verglaste, neun Meter breite Brücke über den Landwehrkanal, die wiederum zum neugebauten, unterirdischen Bahnhof der Linie 7 führte. Den Bahnhof der Neuköllner Linie gestaltete Rainer G. Rümmler nach damaligem Stil. Er nutzte ockerfarbene kleine und schmale Fliesen für die Seitenwände des Bahnsteigs, für die Zugangswände dagegen kleine dunkelgrüne Fliesen. Für den Boden nutzte Rümmler Kunststeinplatten. Der Bahnhof erhielt außerdem noch einen eigenen Zugang zum südlichen Ufer des Landwehrkanals, dem Halleschen Ufer. Ab dem 28. Februar 1966 fuhren nun die Züge aus Neukölln bis zur Möckernbrücke, gleichzeitig führte die BVG auch ein neues Liniensystem ein, sodass nun am Bahnhof Möckernbrücke die Linien 1 (Ruhleben – Schlesisches Tor) und 7 (Möckernbrücke – Britz-Süd) zusammentrafen.

### Seit 1970

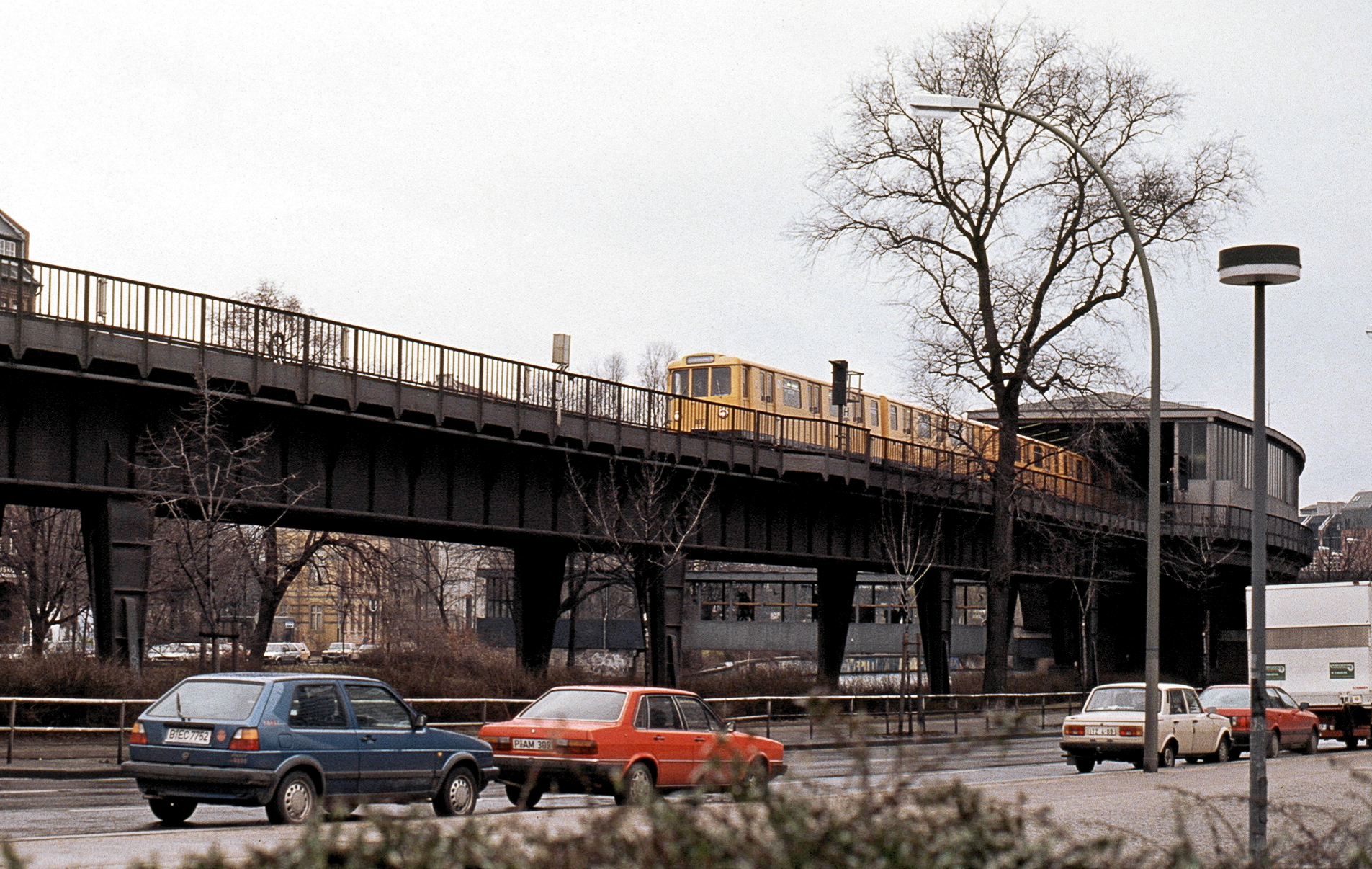
Viadukt und Hochbahnhof der U1, im Hintergrund die Brücke über den Landwehrkanal zur U7, Zug der Baureihe A3 zum damaligen Endbahnhof Schlesisches Tor, 1992

In den darauffolgenden Jahrzehnten änderte sich, nachdem die Eröffnung des bis zum Fehrbelliner Platz reichenden neuen Abschnitts der Linie 7 den Bahnhof Möckernbrücke (tief) zu einem Durchgangsbahnhof werden ließ, relativ wenig. Lediglich die Ziele der Linie 7 konnten aktualisiert werden, da die Fahrgäste ab 1970 nach Süden bis zum Zwickauer Damm in Rudow fahren konnten, nach Westen 1978 zum Richard-Wagner-Platz in Charlottenburg und in zwei weiteren Schritten bis 1984 nach Spandau. Die Linie 7 hatte damit im Jahr 1984 eine Länge von 31,8 Kilometer. Mit dem Fahrplanwechsel 1984 nahm die BVG auch ein neues Verkehrsmittel auf: die nun vom West-Berliner Senat übernommene S-Bahn. Damit nun S-Bahn-Linien von U-Bahn-Linien zu unterscheiden waren, benutzte die BVG das in Westdeutschland bewährte System der Buchstabenvorstellung, sodass nun am Bahnhof Möckernbrücke die Linien U1 und U7 hielten.

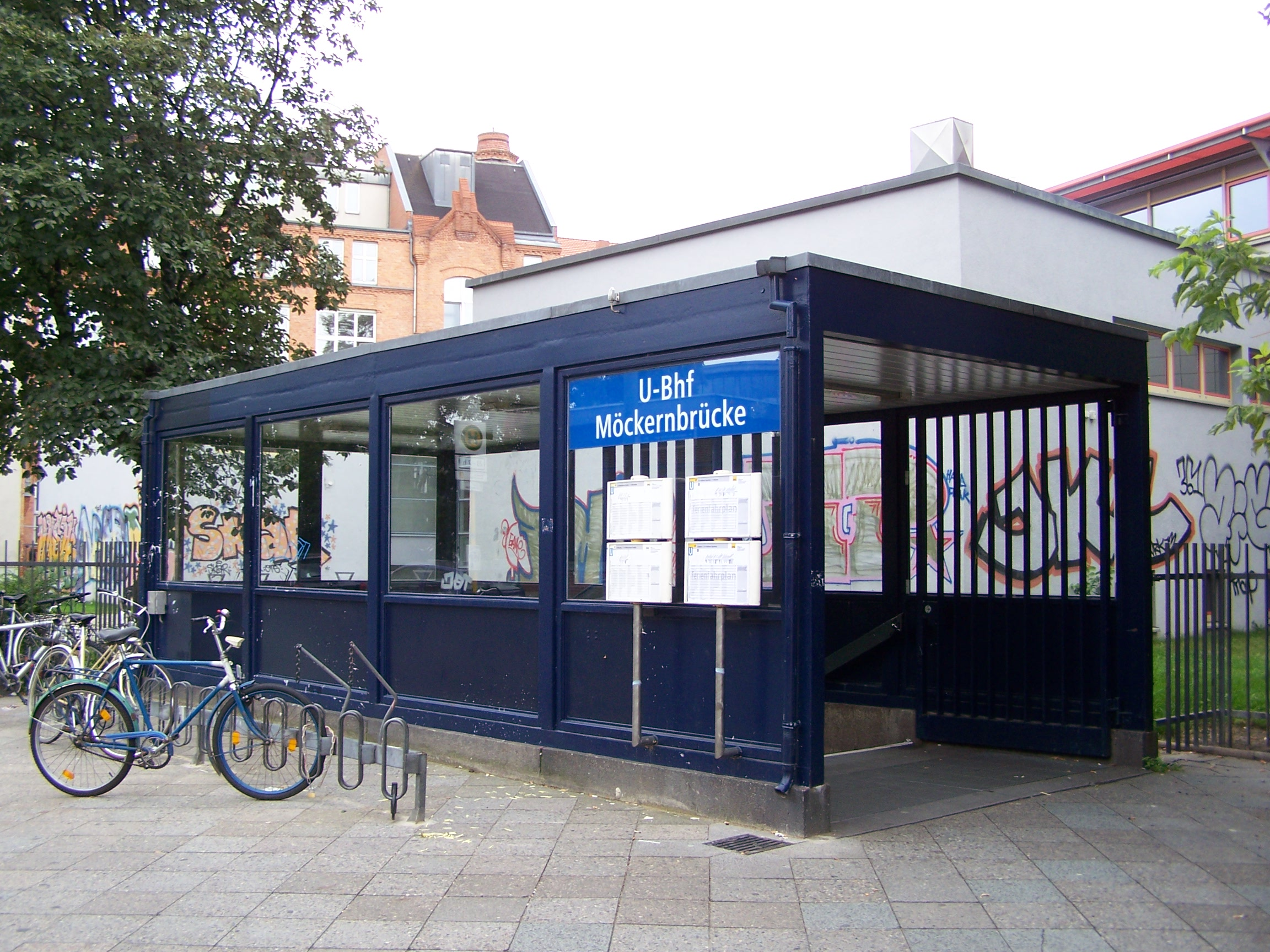
Zwischen 1964 und 1968 errichteter U-Bahn-Zugang vom Südufer

Nach der Wiedervereinigung Deutschlands und Berlins änderte sich die Streckenführung der U1, sodass ab 1993 nun die U2 von der Pankower Vinetastraße zum Bahnhof Zoo fuhr. Die BVG ließ die U1 nun nach Zehlendorf zum U-Bahnhof Krumme Lanke fahren. Zusätzlich erhielt die Hochbahnstrecke durch Kreuzberg noch eine weitere Linie, die U15, die zunächst zwischen Uhlandstraße und Kottbusser Tor fuhr. Ab 1995, nachdem die Oberbaumbrücke und der umbenannte Bahnhof Warschauer Straße (früher: Warschauer Brücke) in Betrieb genommen werden konnten, fuhren sowohl U1 als auch U15 bis nach Friedrichshain zum Umsteigebahnhof zwischen U-Bahn, S-Bahn und der Straßenbahn. Bedingt änderte sich das nur im Jahr 2004, nachdem nun die U1 zwischen Uhlandstraße und Warschauer Straße fährt, dem Streckenast nach Krumme Lanke sprach die BVG die neueingerichtete Linie U3 zu.
Nach der Wiedervereinigung fanden am Bahnhof Möckernbrücke einige Bauprojekte statt. 1990 ließ die BVG und der Senat die benachbarte Brücke über den Landwehrkanal erneuern, dafür verkehrten für drei Monate Busse im Schienenersatzverkehr. 2003 sanierten die Berliner Verkehrsbetriebe die Stahlbrücke zwischen den beiden Bahnhofsteilen und ersetzten den zuvor verwendeten Asphalt durch Fliesen. Die Kosten beliefen sich auf 200.000 Euro. Im Jahr 2004 ließ die BVG auf der Hochbahnstrecke anstatt der Gleise mit Holzunterbau sogenannte „Flüsterschienen“ auf Fester Fahrbahn einbauen. Mehrere Wochen verkehrten so in zeitlich verschobenen Abschnitten zwischen Warschauer Straße und Gleisdreieck Busse als Ersatz.
Derzeit ist der Bahnhof nicht barrierefrei, es gibt lediglich Rolltreppen auf dem Weg zwischen beiden U-Bahn-Linien. 2003 war es geplant, im Zeitraum von 2007 bis 2010 beide Bahnhofsteile mit Aufzügen und Blindenleitsystemen zu versehen; dies hängt jedoch von den finanziellen Möglichkeiten des Senats im Rahmen des U-Bahn-Programmes ab. Wie viele Aufzüge insgesamt eingebaut werden sollen, ist nicht bekannt, die bestehende Situation am Bahnhof Möckernbrücke erfordert jedoch mehr als die übliche Anzahl an Aufzügen (jeweils ein Aufzug für beide Seitenbahnsteige der U1, Aufzug zwischen U1 und U7, Aufzug zwischen U1 oder U7 und Oberfläche). Eine Sanierung des Bahnhofs der U7 ist im nächsten Jahrzehnt zu erwarten. Auch hatte der Bezirk Friedrichshain-Kreuzberg im Februar 2019 zunächst den Einbau eines Aufzugs abgelehnt. Erst nach Protesten der BVG und der Behindertenverbände revidierte Baustadtrat Florian Schmidt im Dezember 2019 die Entscheidung seiner Behörde. Im Januar 2023 wurde bekannt, dass sich der Einbau der Aufzüge und damit die barrierefreie Zugänglichkeit der Anlage bis 2027 verzögern könnte. Laut Angaben der Senatsverwaltung für Verkehrs vom August 2024 sollen die beiden Seitenbahnsteige des Hochbahnhofes jeweils einen Aufzug nach 2023 erhalten, während der Bahnhof der U7 keinen Aufzug erhalten soll.
Ende 2018 wurde der Bahnhofsteil der U7 zusammen mit zwölf weiteren Stationen als Zeitzeuge für den West-Berliner U-Bahn-Bau der 1960er und 1970er Jahre unter Denkmalschutz gestellt. Der Hochbahnhof stand bereits zuvor unter Denkmalschutz.

## Anbindung
| Linie | Verlauf |
| ----- | --- |
|       | Uhlandstraße – Kurfürstendamm – Wittenbergplatz – Nollendorfplatz – Kurfürstenstraße – Gleisdreieck – Möckernbrücke – Hallesches Tor – Prinzenstraße – Kottbusser Tor – Görlitzer Bahnhof – Schlesisches Tor – Warschauer Straße |
|       | Warschauer Straße – Schlesisches Tor – Görlitzer Bahnhof – Kottbusser Tor – Prinzenstraße – Hallesches Tor – Möckernbrücke – Gleisdreieck – Kurfürstenstraße – Nollendorfplatz – Wittenbergplatz – Augsburger Straße – Spichernstraße – Hohenzollernplatz – Fehrbelliner Platz – Heidelberger Platz – Rüdesheimer Platz – Breitenbachplatz – Podbielskiallee – Dahlem-Dorf – Freie Universität (Thielplatz) – Oskar-Helene-Heim – Onkel Toms Hütte – Krumme Lanke |
|       | Rathaus Spandau – Altstadt Spandau – Zitadelle – Haselhorst – Paulsternstraße – Rohrdamm – Siemensdamm – Halemweg – Jakob-Kaiser-Platz – Jungfernheide – Mierendorffplatz – Richard-Wagner-Platz – Bismarckstraße – Wilmersdorfer Straße – Adenauerplatz – Konstanzer Straße – Fehrbelliner Platz – Blissestraße – Berliner Straße – Bayerischer Platz – Eisenacher Straße – Kleistpark – Yorckstraße – Möckernbrücke – Mehringdamm – Gneisenaustraße – Südstern – Hermannplatz – Rathaus Neukölln – Karl-Marx-Straße – Neukölln – Grenzallee – Blaschkoallee – Parchimer Allee – Britz-Süd – Johannisthaler Chaussee – Lipschitzallee – Wutzkyallee – Zwickauer Damm – Rudow |

Der U-Bahnhof wird ausschließlich von den U-Bahn-Linien U1, U3 und U7 bedient. Eine direkte Umsteigemöglichkeit zu anderen Berliner Nahverkehrslinien ist nicht gegeben.